# Таблиця медалей Європейських ігор 2015
Європейські ігри 2015 пройшли в Баку, Азербайджан, з 12 по 28 червня 2015 року. Цей захід відбувся вперше. У ньому брало участь 5898 спортсменів з 50 національних олімпійських комітетів (НОК), які змагалися у 253 дисциплінах у 20 видах спорту. 
Спортсмени з 42 НОК виграли медалі, залишивши 8 НОК без медалей взагалі, а 31 з них виграли принаймні одну золоту медаль. Росія очолила таблицю медалей перших Європейських ігор. Вона виграла найбільшу кількість золотих медалей (79), найбільшу кількість срібних медалей (40), найбільшу кількість бронзових медалей (45) та найбільшу кількість медалей (164, майже 20% усіх медалей). Косово вперше взяло участь у мульти-спортивній події та одержало одну бронзову медаль з дзюдо.

## Таблиця медалей
Жирним виділено найбільшу кількість медалей певного типу; країна-організатор також виділена.
|        | Загальна кількість медалей | Загальна кількість медалей | Загальна кількість медалей | Загальна кількість медалей | Всього |
| Місце  | Країна                     | Золото                     | Срібло                     | Бронза                     | Всього |
| ------ | -------------------------- | -------------------------- | -------------------------- | -------------------------- | ------ |
| 1      | Росія                      | 79                         | 40                         | 45                         | 164    |
| 2      | Азербайджан                | 21                         | 15                         | 20                         | 56     |
| 3      | Велика Британія            | 18                         | 10                         | 19                         | 47     |
| 4      | Німеччина                  | 16                         | 17                         | 33                         | 66     |
| 5      | Франція                    | 12                         | 13                         | 18                         | 43     |
| 6      | Італія                     | 10                         | 26                         | 11                         | 47     |
| 7      | Білорусь                   | 10                         | 11                         | 22                         | 43     |
| 8      | Україна                    | 8                          | 14                         | 24                         | 46     |
| 9      | Нідерланди                 | 8                          | 12                         | 9                          | 29     |
| 10     | Іспанія                    | 8                          | 11                         | 11                         | 30     |
| 11     | Угорщина                   | 8                          | 4                          | 8                          | 20     |
| 12     | Сербія                     | 8                          | 4                          | 3                          | 15     |
| 13     | Швейцарія                  | 7                          | 4                          | 4                          | 15     |
| 14     | Туреччина                  | 6                          | 4                          | 19                         | 29     |
| 15     | Бельгія                    | 4                          | 4                          | 3                          | 11     |
| 16     | Данія                      | 4                          | 3                          | 5                          | 12     |
| 17     | Румунія                    | 3                          | 5                          | 4                          | 12     |
| 18     | Португалія                 | 3                          | 4                          | 3                          | 10     |
| 19     | Польща                     | 2                          | 8                          | 10                         | 20     |
| 20     | Австрія                    | 2                          | 7                          | 4                          | 13     |
| 21     | Грузія                     | 2                          | 6                          | 8                          | 16     |
| 22     | Ізраїль                    | 2                          | 4                          | 6                          | 12     |
| 23     | Словаччина                 | 2                          | 2                          | 3                          | 7      |
| 24     | Литва                      | 2                          | 1                          | 4                          | 7      |
| 25     | Ірландія                   | 2                          | 1                          | 3                          | 6      |
| 26     | Хорватія                   | 1                          | 4                          | 6                          | 11     |
| 27     | Болгарія                   | 1                          | 4                          | 5                          | 10     |
| 28     | Греція                     | 1                          | 4                          | 4                          | 9      |
| 29     | Швеція                     | 1                          | 3                          | 3                          | 7      |
| 30     | Словенія                   | 1                          | 1                          | 3                          | 5      |
| 31     | Латвія                     | 1                          | 0                          | 1                          | 2      |
| 32     | Чехія                      | 0                          | 2                          | 5                          | 7      |
| 33     | Молдова                    | 0                          | 1                          | 2                          | 3      |
| 33     | Естонія                    | 0                          | 1                          | 2                          | 3      |
| 35     | Україна                    | 0                          | 1                          | 1                          | 2      |
| 36     | Вірменія                   | 0                          | 1                          | 0                          | 1      |
| 36     | Кіпр                       | 0                          | 1                          | 0                          | 1      |
| 38     | Македонія                  | 0                          | 0                          | 2                          | 2      |
| 38     | Норвегія                   | 0                          | 0                          | 2                          | 2      |
| 40     | Косово                     | 0                          | 0                          | 1                          | 1      |
| 40     | Україна                    | 0                          | 0                          | 1                          | 1      |
| 40     | Чорногорія                 | 0                          | 0                          | 1                          | 1      |
| Всього | Всього                     | 253                        | 253                        | 338                        | 844    |

Вісім країн не отримали жодної медалі: Албанія, Андорра, Боснія і Герцеговина, Ісландія, Ліхтенштейн, Люксембург, Мальта і Монако.